# 1086 (عدد)
1086 هو عدد صحيح، يلي العدد 1085 وويسبق العدد 1087.

## في الرياضيات

### خصائص
- عدد طبيعي.[3]
- عدد زوجي.[4][5]
- عدد موجب،[6] السالب منه هو -1086.[7]

## في التاريخ
- 1086 هـ هي سنة في التقويم الهجري.
- هي سنة 1086 م في التقويم الميلادي.

## وصلات خارجية
الأعداد الصاتمة، ديوان اللغة العربية.